# Catedral de San Cristóbal (Roermond)
La catedral de San Cristóbal (en neerlandés: Christoffelkathedraal) es un edificio religioso que pertenece a la Iglesia católica y es el templo más importante de Roermond y la catedral de la diócesis de Roermond en la provincia de Limburgo en los Países Bajos. La construcción del edificio comenzó en 1410 y se terminó en el siglo XVI. La iglesia fue elevada a catedral en 1661, un siglo después de la creación de la diócesis en 1559.

## Desastres en la Catedral
La Catedral de Roermond, ubicada en Limburgo, ha resistido diversas catástrofes a lo largo de su historia. Entre ellas, se destaca la iconoclasia, un saqueo llevado a cabo por las tropas de Guillermo de Orange, así como varias tormentas violentas y un terremoto.
Además, la torre de la catedral sufrió un incendio tras ser alcanzada por un rayo. Sin embargo, ninguno de estos eventos fue tan devastador como la destrucción ocurrida el 28 de febrero de 1945. En ese día, los alemanes volaron la torre con el fin de evitar que las tropas inglesas la utilizaran como punto de observación. Como resultado, la Catedral quedó en ruinas.
Un día después de este trágico suceso, Roermond, en Limburgo, fue liberada. No obstante, la reconstrucción de la iglesia no se completó sino hasta el año 1957. Fue en ese mismo año que se erigió la estatua de San Cristóbal, la cual, con su esplendor dorado, aún corona la torre de la catedral. Esta escultura es sumamente especial para la ciudad, ya que simbólicamente lleva consigo a los habitantes de Roermond, Limburgo. Durante su instalación, se les brindó la oportunidad de escribir sus nombres en un pergamino que fue colocado en un tubo dentro de la estatua.